# 緑川雄太郎
緑川雄太郎（みどりかわ ゆうたろう、1983年 - ）は日本のアートディレクター、茶人。トランスヒューマニズム、ポストアントロポセン、クォンタムコンシャスネスをベースに、人類以降のアート「ART AFTER HUMAN」に関するプロジェクトを企画。近年は香水、お茶、ガラスの中に「浮き」を見出し、香水の展覧会『AP』(2023-)、お茶の展覧会『浮茶：利休とバーのむこう』(2025)などのキュレーションを行う。

## 経歴
福島県いわき市生まれ。福島県立磐城高等学校卒業。早稲田大学第二文学部表現芸術系専修中退。
プロジェクトスペースpartyディレクター(2008-09)、アートグループ0000メンバー(2010-11)を経て、現在アートグループYAPディレクター(2012-)、ミュージアム・オブ・コンテンポラリー・アート・フクシマMOCAFディレクター(2021-)、マインドフローティングお茶体験UKICHAディレクター(2024-)。

## ディレクション
- UKICHA: Beyond Barr and Rikyu  (2025/Mikke gallery/東京)
- STREET 3.0 (2023/船場エクセルビル/大阪)
- ART AFTER HUMAN  (2023-/MOCAF/福島)
- FUTURE AND HOPE X[1] (2020/YAP/オンライン)
- ART IN THE AGE OF GREAT ACCELERATION: ASD & AND[2] (2020/卯城竜太/YODOYA/大阪)
- ART AFTER HUMAN[3] (2018/南條史生/YODOYA/大阪)
- MINE OKA: SWING AND SWIM (2018/TIME HOLE/福島)
- S-L-I-D-E-S-H-O-W[4] (2018/YAP/もりたかや/福島)
- FESTIVAL OF SPACE[5] (2017, 18/いわき中央台第一団地/福島)
- HISTORY OF ART EXPERIENCE[6] (2017/椹木野衣/YODOYA/大阪)
- SACRED[7] (2017/会田誠/YODOYA/大阪)
- CHOCONIP[8] (2017/会田誠/Mme KIKI/YODOYA)
- TODAY NEVER KNOWS[9] (2017/YAP/別品博覧会/神戸)
- SUPERRADIO[10] (2013-/小松理虔/YouTube)
- 復興レディオSUPER[11] (2013/小松理虔/YouTube)
- YAP 21[12] (2013/YAP/Antenna Media/京都)
- YAP[13] (2012/YAP/Ginza Gallery/東京)
- SUPER ART PARTY (2011/Nemos Zingaro/東京)
- 0000 Fest[14] (2010-11/0000/Hidari Zingaro/東京)
- SUPERPLAIN(2010)
- 自殺展2010 (2010/0000 Gallery/京都)
- ART FAIR FREE (2010/0000/Vacant/東京)
- waiting for voice (2010/0000/MAGIG ROOM???/東京)
- 問題が問題だ[15] (2010/UPLINK/東京)
- 自殺展2009 (2009/party/福島)
- SUPER ART PARTY (2009/party/福島)
- SUPER X PARTY (2009/party/福島)
- NART SCOPE (2008-2009/party/福島)
- 自殺展2008 (2008/Otto Mainzheim Gallery/東京)
- party (2008/Galaxy Countach/東京)
- そんな顔しないでよ (2007/Superdeluxe/東京)
- washaru (2006/SuperDeluxe/東京)

## テキスト
- ART MIND: ART FOR HUMAN→ART AFTER HUMAN[16] (2019)
- SUPERARTNEWS 100[17] (2017)

## 寄稿
- 『来る・な』(2015/Don't Follow the Wind 展覧会公式カタログ2015[18]/河出書房)
- 『セカイ系からシャドー系へ』[19] (2015/NewSphere)
- 『ディズマランド』[20] (2015/NewSphere)
- 『グローカル・アート』[21]  (2015/NewSphere)
- 『「死んでる人」』[22] (2013/Nam HyoJun/HAPS)
- 『鍵は投げられた』(2009/長沢郁美/NODA CONTEMPORARY)
- 『0と1がループするとき』 (2009/栗山斉/magical,ARTROOM)
- 『宇宙船未来へ号』 (2009/遠藤一郎/hiromiyoshii)
- 『可能性の時代へ』 (2009/Nam Hyojun/CASHI)
- 『戦争からアートへ』 (2008/ZAINICHIART)

## トーク
- NOSE knows  (2025/NOSE SHOP/オンライン)
- 3C' (2024/東北芸術工科大学)
- 映画とビデオアート[23] (2018/京都国際芸術祭/京都)
- 世界のバカアート (2016/会田誠/バカ田大学/東京大学/東京)
- Don't Follow The Wind[24] (2015/DOMMUNE/東京)
- 見えないアート[25] (2014/筑波大学/茨城)
- ヒロシマフクシマ (2012/ヒロシマオー/広島)
- 現在のアート＜2010＞[26] (2010/CAMP/3331 Arts Chiyoda/東京)
- ABR vs GEISAI[27] (2010/Kaikai Kiki Gallery/東京)
- ART BATTLE ROYALE (2010/MAGICROOM??/東京)
- 栗山斉アーティストトーク (2009/magical,ARTROOM/東京)
- 粋な構造 (2009/party/福島)
- 文化的参加[28] (2008/CAMP/東京)

## 記事
- 椹木野衣 月評第152回　アナザー・グリーン・ディレクター：来るべき緑世界(2025/美術手帖)
- 連載【私の鼻】アートディレクター 緑川雄太郎さん 〜 #07 香りを“読んで”世界と出会う 〜  (2024/NOSE SHOP)
- 椹木野衣 美術と時評105：熱源と体温 — MOCAF「ART AFTER HUMAN」展  (2023/ARTiT)
- 椹⽊野⾐ 美術と時評 100：回帰する「爆心地の芸術」——戦争、疫病、原発  (2022/ARTiT)
- 椹木野衣 美術と時評95：ART / DOMESTIC 2021  (2022/ARTiT)
- 僕の好きなアート[29] (2016/ポパイ No. 836/マガジンハウス)
- 茨城県北芸術祭ブログ[30] (2016/いばらきブログ+)
- The fab four of Japan's art scene[31] (2010/Eden Corkill/The Japan Times)
- 京都芸術[32] (2010/AMeeT)
- 自殺展[33] (2008/福住廉/artscape)